# Барнич, Неделько
Неделько «Жарки» Барнич (серб. Недељко "Жарки" Барнић; 13 сентября 1922, Меленци — 13 сентября 1944, Багляш) — югославский сербский партизан-разведчик из Воеводины, герой Народно-освободительной войны Югославии. Народный герой Югославии.

## Биография
Родился 13 сентября 1922 в Меленцах. До войны симпатизировал рабочему движению. Записался добровольцем в королевскую армию в апреле 1941 года с группой юных земляков из родного села. После капитуляции сбежал с оружием, занявшись подготовкой партизанского восстания. Немедленно был принят в Союз коммунистической молодёжи Югославии.
Вскоре был сформирован Меленецкий партизанский отряд. В августе 1941 года Неделько был схвачен полицией, однако ещё с двумя юношами сбежал из тюрьмы и вступил в тот самый отряд. Той же осенью в бою при Петровграде во время попытки отряда прорваться в Сербию был ранен, но после выздоровления ушёл из Меленец.
Летом 1943 года Неделько вступил в состав Северно-Банатского отряда из Банатско-Карагеоргиева. В сентябре того же года группа солдат с Неделько перешла в Срем с целью установить связь Главного штаба и Воеводинского комитета КПЮ с Банатом. Переправившись через Дунай близ села Сурдук, Неделько встретился с членами штаба, которые отправили его на курсы диверсантов. После окончания курсов он служил в диверсантской роте Главного штаба НОАЮ по Воеводине и был автором и исполнителем множества операций в Среме.
В начале апреля 1944 года он вернулся в Банат, где в июле организовал диверсантскую роту в Северно-Бачском партизанском отряде. Во время одной из операций при установке мины он потерял руку, однако продолжил службу в отряде в должности офицера разведки.
3 сентября 1944 Неделько был арестован немцами близ села Кумана, переправлен в Велики-Бечкерек, где подвергался страшным пыткам. Казнён 13 сентября 1944, в день своего 22-летия — закопан живьём в песок и оставлен умирать от жажды на солнце.
Посмертно награждён Орденом Народного героя указом Иосипа Броза Тито от 7 июля 1952.